# Rebilus bunya
Rebilus bunya là một loài nhện trong họ Trochanteriidae. Loài này phân bố ở Queensland.